# Postiglione
Postiglione es una localidad y comune italiana de la provincia de Salerno, región de Campania, con 2.312 habitantes.

## Evolución demográfica
| Gráfica de evolución demográfica de Postiglione entre 1861 y 2001 |
|                                                                   |
| Fuente ISTAT - elaboración gráfica de Wikipedia                   |